# Burg Falkenstein (Oberpfalz)

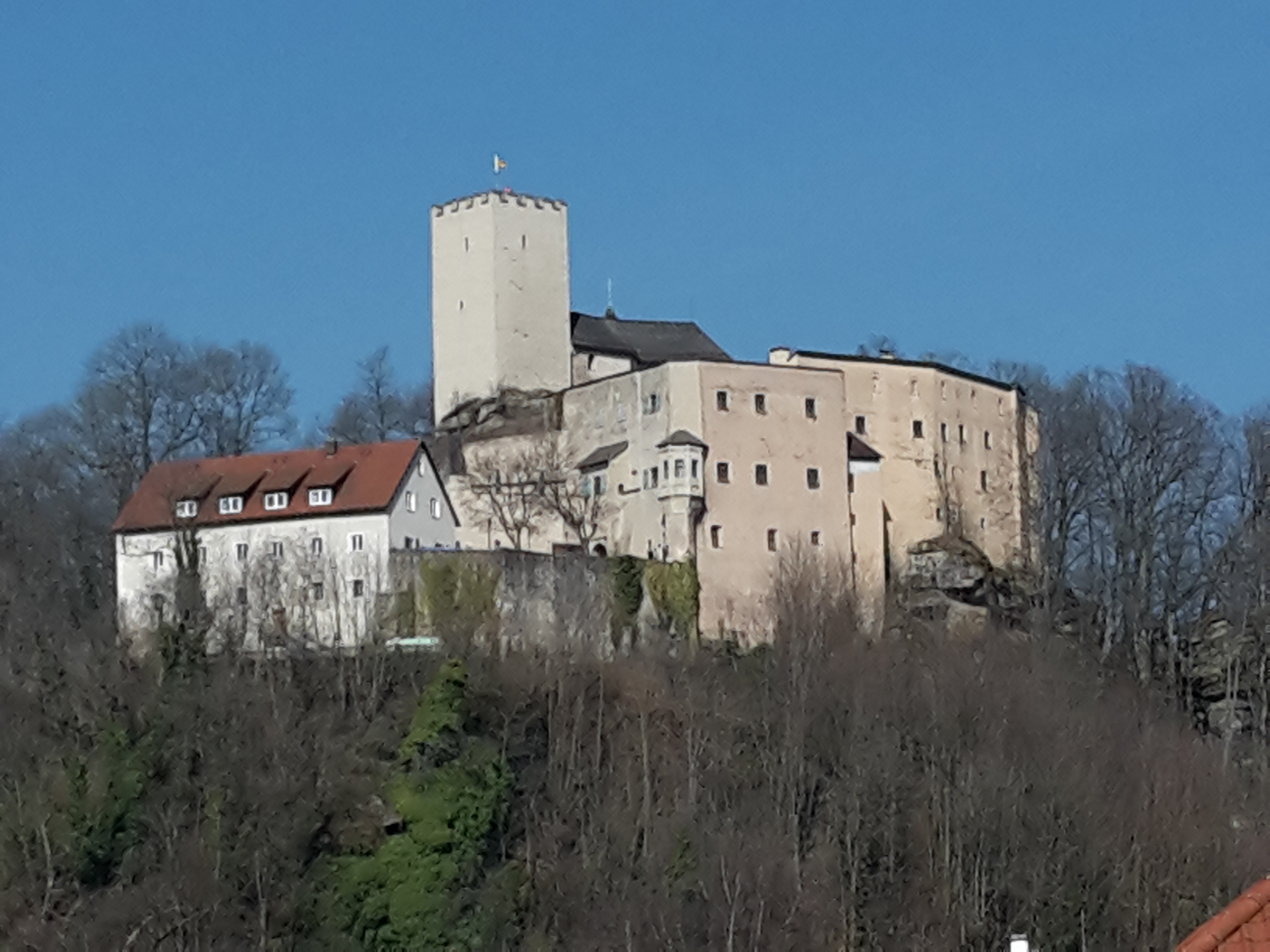
Burg Falkenstein – Ansicht von Süden

Die Burg Falkenstein ist eine Höhenburg über dem Luftkurort Falkenstein im Oberpfälzer Landkreis Cham in Bayern. Die Anlage ist unter der Aktennummer D-3-72-125-7 als geschütztes Baudenkmal von Falkenstein verzeichnet. Ebenso wird sie als Bodendenkmal unter der Aktennummer D-3-6840-0039 im Bayernatlas als „archäologische Befunde des Mittelalters und der frühen Neuzeit im Bereich der Burg Falkenstein“ geführt.

## Geografische Lage

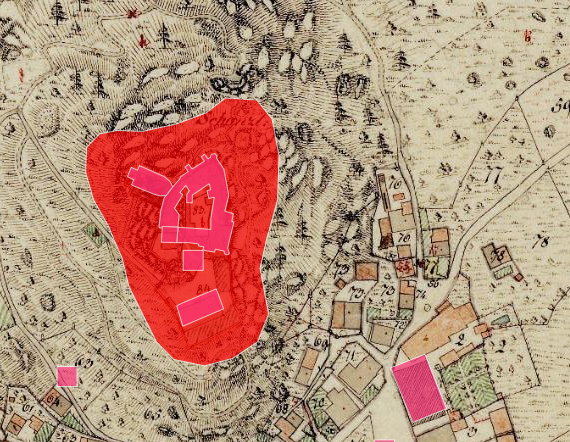
Lageplan der Burg Falkenstein (Oberpfalz) auf dem Urkataster von Bayern

Die Burg liegt auf einem Granitfelsen in 626 m ü. NHN und rund 60 Meter über dem Talgrund des Perlbaches. Bei guter Sicht reicht der Blick vom Turm bis zum Großen Arber im Osten.

## Geschichte
Die Besiedlung der ländlichen Region und die Entstehung der Burg Falkenstein ist auf die Regensburger Bischöfe, unter anderen Bischof Wolfgang und Bischof Tuto, gegen Mitte des 10. Jahrhunderts zurückzuführen. Die Bischöfe wollten ihren Besitz in der Gegend sichern und beauftragten Domvögte, um die Gebiete besser zu schützen, da diese mit ihrer persönlichen Macht besser in der Lage waren, dies zu tun als die Bischöfe. Der Bau der Burg fiel in die Zeit, in der die mächtigen Grafen von Bogen die Domvogtei zu Regensburg innehatten. Den Bau der Burg hatten aber nicht die Grafen von Bogen, sondern ein Getreuer mit dem Namen Falko geleitet, der somit Gründer des Freiherrengeschlechtes der Falkensteiner wurde. Die Besitzverhältnisse der Burg und des Ortes haben sich sehr oft geändert, was auch daran lag, dass sich die Herzogtümer und Landesgrenzen im Mittelalter oft änderten. Nachdem die Besitzer der Burg Falkenstein selten anwesend waren, betrauten sie sogenannte Pfleger, die ihre Stellvertreter waren.
Die Burg wurde wahrscheinlich im 11. Jahrhundert gebaut. Der erste sichere Nachweis ist von 1129. Ein Rudolph von Valchenstein erscheint als Zeuge in einem Abkommen zwischen den Bischöfen von Regensburg und Bamberg. Zur gleichen Zeit geriet die Burg in die nach dem Tod des Regensburger Bischofs Hartwig I. (1105–1126) entbrannten Auseinandersetzungen zwischen Herzog Heinrich X dem Stolzen und Domvogt Friedrich II. In deren Verlauf wurde das, in den Quellen so bezeichnete „castrum fortissimum“, also die sehr starke Burg, 1129 vom Herzog belagert und 1130 erobert, aber nicht zerstört. Dieser legte in die Burg eine Besatzung, um das eroberte Gebiet zu sichern, doch musste er dieses 1132 zusammen mit der Vogtei, nach Vermittlung des Pfalzgrafen Otto IV. von Wittelsbach (1104–1156) an Bischof Heinrich I. (1132–1155) bzw. Domvogt Friedrich II. zurückgeben.
Inhaber der Burg Falkenstein war von 1075 bis 1101 wahrscheinlich Graf Friedrich I. von Bogen. Von 1101 bis 1136 (gesichert jedoch erst ab 1129) folgte dann Graf Friedrich II. Als Friedrich II. starb, erbte sein Sohn Friedrich III. (1136–1149) die Vogtei. Friedrich III. folgte König Konrad III. in den Kreuzzug gegen die Franzosen und kam dabei ums Leben. Das Erbe übernahm Graf Berthold von Bogen bis 1168, danach trat Graf Albert III. von Bogen bis zu seinem Tod 1196 die Herrschaft an. Dann erbte sein Sohn der Graf Albert IV. von Bogen das Domvogt bis zu seinem Tod im Jahre 1242. Die Witwe von Albert III., Ludmilla Herzogin von Böhmen heiratete den Herzog Ludwig I. von Bayern.
Nachdem ihr Sohn Albert IV. von Bogen 1242 ohne Erben gestorben war, ging die Grafschaft Bogen (mit deren weiß-blauen Rautenwappen) an seinen Halbbruder Herzog Otto II. von Bayern über und verblieb von da an in der Hand der Wittelsbacher.
Herzog Otto II. von Bayern hat von nun an die Herrschaft von Falkenstein, wobei die Bischöfe noch die Besitzer waren und die Domvögte ihre Vertreter. Wann der Besitz an die Hohenfelser überging, ist nicht bekannt, der amtierende Domvogt Konrad II. von Hohenfels geriet aber im Jahre 1232 mit den Nachbarn zu Brennberg in Streit, um eine Einigung zu erreichen, gab er die Burg Falkenstein an den Regensburger Bischof Siegfried zurück. Wenige Jahre später bekamen aber die Hohenfelser die Herrschaft Falkenstein von Bischof Siegfried wieder zurück. Am 28. Dezember 1250 versuchte Konrad II. von Hohenfels im Auftrag des Bischofs von Regensburg, den König Konrad IV. zu ermorden, das Attentat ist misslungen und Konrad II. musste fliehen. Als König Konrad IV. verstarb, tauchte er wieder auf, nicht aber mit dem Namen Hohenfels, sondern Ehrenfels, Konrad II. von Ehrenfels (1256). Nach seinem Tod wurde sein Sohn Konrad III. Nachfolger (1267–1290). Dessen beider Söhne Konrad und Heinrich haben sich jedoch in immer neue Streitigkeiten mit ihren Nachbarn verwickelt. Nach Verhängung der Reichsacht war Heinrich von Hohenfels-Falkenstein im Jahre 1323 gezwungen, die Burg an König Ludwig IV. zu verkaufen. König Ludwig IV. hatte aber das Geld nicht und lieh es sich vom Landgraf Ulrich I. von Leuchtenberg. Da er den Betrag jedoch nicht zurückzahlen konnte, überließ König Ludwig IV. im Jahre 1327 dem Landgrafen Ulrich I. von Leuchtenberg die Burg und Herrschaft. 1332 verkaufte der Landgraf Ulrich I. von Leuchtenberg das Haus Falkenstein mit aller Herrschaft an Herzog Heinrich XV. von Bayern. So kam Falkenstein zu Niederbayern. Nachdem die niederbayerische Linie der Wittelsbacher im Jahre 1340 ausstarb, fiel der Markt wieder an König Ludwig IV. zurück.
Wegen immer noch anhaltender Finanznot pfändete König Ludwig IV. 1347 die Burg Falkenstein an den Grafen Wolfahrt den Satzenhofer, Hofmeister des Markgrafen. Unter dessen Besitz wurde die Burg Falkenstein 1347 gründlich erneuert. Wolfahrt den Satzenhofer starb 1360 kinderlos und beerbte somit seinen Bruder Dietrich Satzenhofer, Bürgermeister von Regensburg, dem 1374 seine Söhne Dietrich und Hans folgten. 1379 löste Herzog Albrecht I. von Niederbayern-Straubing, Falkenstein wieder ein. Bis zum Absterben der Linie Niederbayern-Straubing im Jahre 1425, folgten die Adelsgeschlechter Wilhelm II. und anschließend sein Bruder Johann III.
1429 kam Falkenstein nach einer Gebietsreform zu Bayern-München unter der Herrschaft von Herzog Ernst.
1467 war sein Sohn Albrecht III. Alleinherrscher bis zu seinem Tod 1508. Sein Sohn Wilhelm IV. überließ ab 1514  seinen Hofmeister den Ritter Hieronymus von Stauff das Schloss und die Herrschaft von Falkenstein, bis zu seiner Hinrichtung wegen Hochverrats 1516. Burg und Herrschaft Falkenstein blieben jedoch im Besitz seines Sohnes Hans Ruprecht von Stauf. Durch sein verschwenderisches Leben verkaufte dieser ein Schloss nach dem anderen, so kam Falkenstein im Jahre 1526 an Herzog Ludwig X. von Bayern. Herzog Ludwig X. überließ Falkenstein seinem Hofmarschall Ludwig von Pienzenau. Graf Michael von Preysing heiratete die Tochter des Hofmarschalls Ludwig von Pienzenau und wurde Besitzer von Falkenstein bis zu seinem Tod 1544. Seine ältere Tochter Melusina Preysing, heiratet 1565 den Hieronymus von Seiboldsdorf und dieser wurde somit Herr von Falkenstein. 1574 starb der junge Schlossbesitzer und durch die Erbteilung 1590 fiel das Schloss Falkenstein auf die jüngste Tochter Anna, so dass nun Bernhard Nothaft von Wernberg Herr von Falkenstein wurde.
Die Tochter von Bernhard Nothaft heiratete den Freiherrn Ferdinand Khuen von Belasy, nach dessen frühen Tod 1620, heiratete die Witwe den Freiherrn Wolf Dietrich von Maxlrain und nach dessen Tod den Freiherrn Johann Heinrich von Haslang zu Haslangskreuth (1629). Während des Schwedenkrieges geriet Haslang, er war Hofkriegsrat und Feldoberst, in Gefangenschaft. 1634 als Haslang in Gefangenschaft war, wurde die Burg Falkenstein von den Schweden erobert und niedergebrannt. Beim zweiten Schwedeneinfall 1641 konnte die Burg durch die Schweden nicht bezwungen werden und beim dritten Mal wagten sich die Feinde nicht mehr näher an die Burg Falkenstein. 1662 starb Maria Euphemia Haslang, es erbten zu gleichen Teilen deren zwei Töchter aus der Ehe mit Wolf Dietrich von Maxlrain. Nach einer Erbauseinandersetzungen zwischen Haslang und Törring ging 1664 Falkenstein an den Grafen Maximilian von Törring zu Jettenbach. Der Graf Maximilian von Törring zu Jettenbach starb um das Jahr 1666 und hinterließ zwei minderjährige Söhne, Fanz Josef und Leonhard Simpert von Törring-Jettenbach, die nach ihrer Volljährigkeit, 1678 gemeinsam regierten.
Im 17. Jahrhundert wurde die Burg mit Spätrenaissance-Elementen überformt, so mit den Arkadengängen im Erdgeschoss und im Obergeschoss. Die an der Burg angebaute Schlosskapelle geht auf den Grafen Törring (ab 1664) zurück. Ab 1715 regierte Leonhard Simpert von Törring-Jettenbach gemeinsam mit Generalfeldmarschall Graf Josef Ignaz Felix von Törring und ab 1734 Graf Josef Ignaz Felix von Törring mit Graf Maximilian Joseph I. von Törring. Die Erbschaft 1763 teilten sich Max Emanuel von Toerring-Jettenbach und Graf Norbert Johann, bis 1769 Graf Norbert Johann seinen Erbanteil seinem Vetter Max Emanuel von Toerring-Jettenbach übergab. Nach seinem Tod im Jahre 1773 folge ihm sein Bruder August von Toerring-Seefeld als Herr von Falkenstein. Das Erbe übernahm Graf Joseph August von Toerring bis 1826.

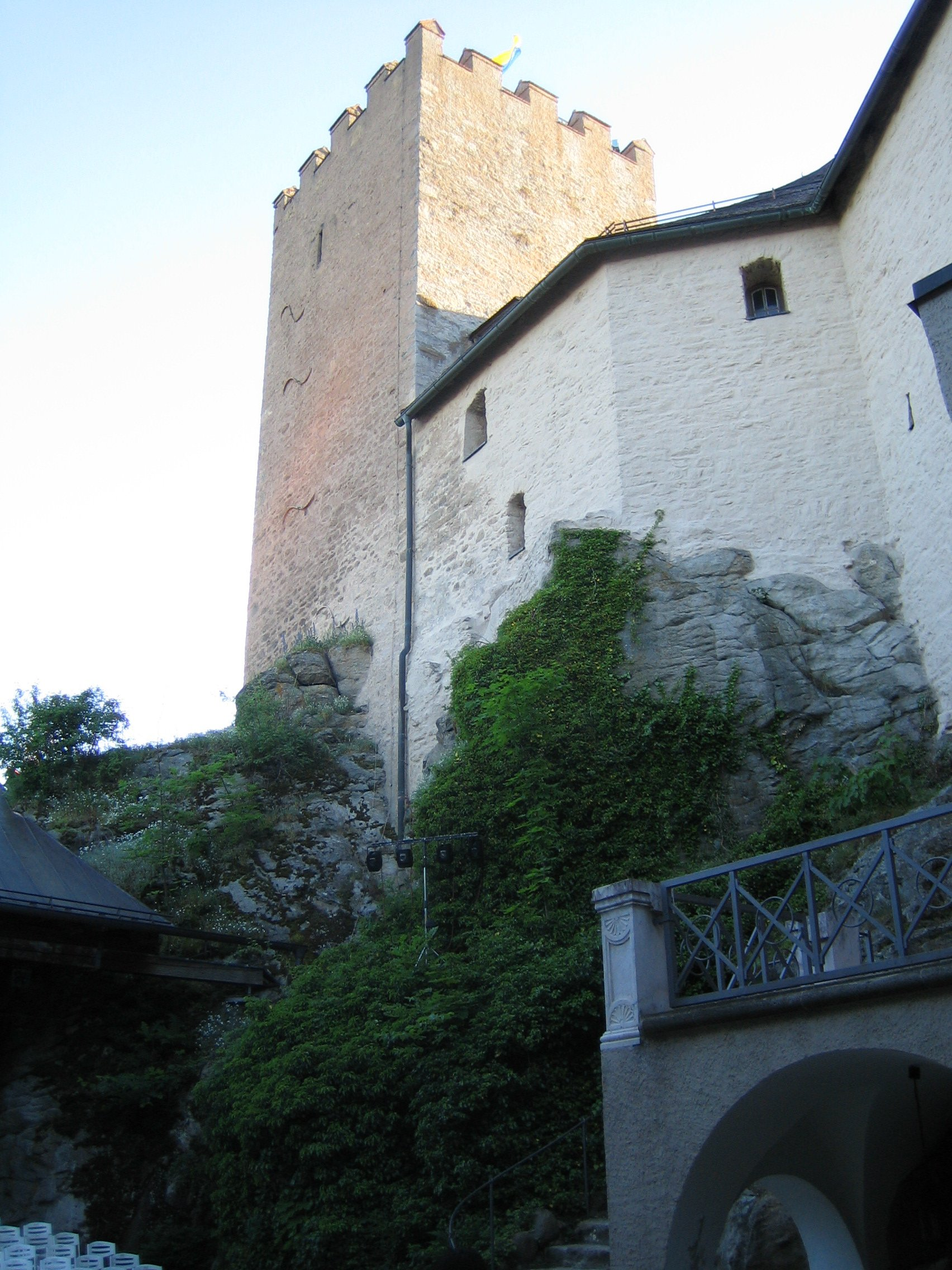
Ansicht des Bergfriedes vom Burghof

Sein Nachfolger Maximilian Josef verkaufte am 22. Oktober 1829 den ganzen Besitztum von Falkenstein an das fürstliche Thurn und Taxis in Regensburg. Besitzer bis 1872 war Maximilian Joseph von Thurn und Taxis, dann folgte Maximilian Maria von Thurn und Taxis bis 1888, dem folgte Albert von Thurn und Taxis. Dann folgte Johannes von Thurn und Taxis.
Aufgrund der geringen Nutzung verfiel die Anlage im 19. und 20. Jahrhundert derart, dass 1967 der Markt Falkenstein die sanierungsbedürftige Burg für einen symbolischen Preis von einer Mark erwerben musste, um diese vorm endgültigen Verfall zu retten. 1978 wurden die Renovierungsarbeiten abgeschlossen. Seitdem dient die restaurierte Burg als „Haus des Gastes“ mit Gastronomie und einem Museum Jagd und Wild, das auf der Sammlung von Jagdtrophäen des Hamburgischen Notars Hans-Werner Schacht (1907–1981) aufbaut. Im Burginnenhof finden jährlich Burghofspiele statt.

## Baubeschreibung

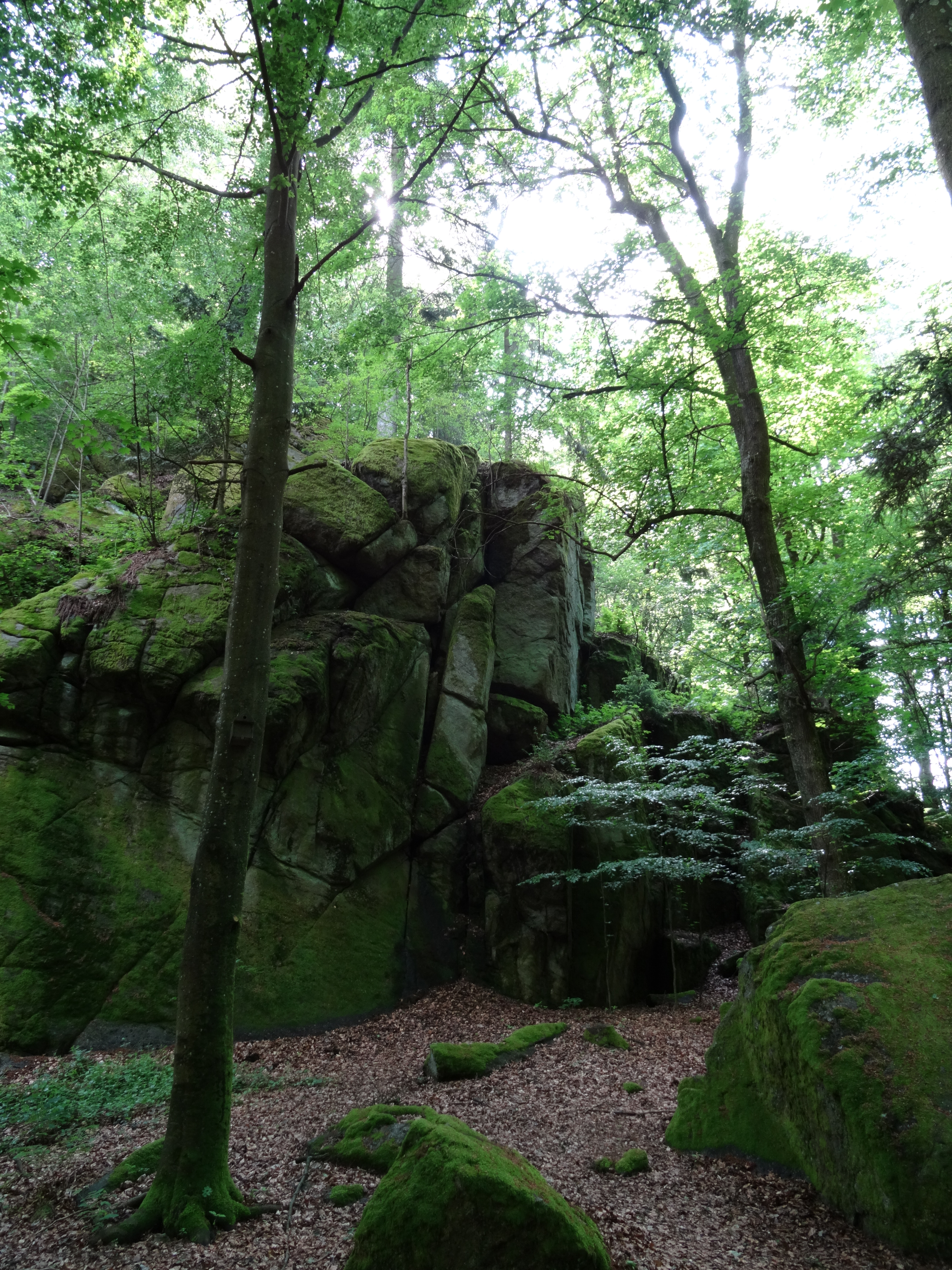
Felsformation im Naturpark Burg Falkenstein

Die Anlage besteht aus einer 40 × 40 Meter großen Vor- und Hauptburg, wobei die letztere in Ober- und Unterburg gegliedert ist. Die bruchsteingemauerte Ringmauer der Vorburg ist zum größten Teil nur noch als Futtermauer erhalten und schließt im Nordwesten an die sogenannte „Weiberwehr“ an. Der enge Hof ist ein gestrecktes Fünfeck von ca. 45 × 29 Meter, welchen man aus dem strategisch geknickt angelegten und überwölbten Torweg betritt. Oberhalb des Tores befindet sich das Allianzwappen der von Belasy/Nothafft. Die nach außen bis zu 1,50 Meter breiten Umfassungsmauern der Unterburg gehören zum ältesten Baubestand der Burganlage, welche eher in das 13. Jahrhundert zu datieren ist. Auf dem im Westen steil aufragenden Felsen steht der quadratische fünfgeschossige Bergfried mit den Abmessungen von 8,5 × 8,5 Meter, der heute als Aussichtsturm genutzt wird. Die Burgkapelle ist ein Saalbau mit auf Konsolen aufsitzender Stichkappentonne mit nachgotischen Zierrippen, kleinem quadratischen Westturm mit Oktogonaufsatz und Zwiebelhaube und unten gerundeten, oben dreiseitig geschlossenem Chor.

## Umgebung
Der umgebende 13,748 Hektar große Park gilt als zweitgrößter Natur- und Felsenpark Bayerns und ist als Naturschutzgebiet Schlosspark Falkenstein ausgewiesen. Dort findet sich auch das sehr seltene, Licht reflektierende Leuchtmoos. Einzelne Felsen sind auch als Geotop ausgewiesen. Die Klause, das Froschmaul, Steinernes Gässchen, Hohler Stein und Himmelsleiter sind Höhepunkte bei einer Wanderung durch den Schlosspark.

## Trivia
Als um 1430 die Hussiten den Falkenstein bedrohten, wurde der Zwinger von mutigen Frauen verteidigt, der umlaufende Wehrgang wurde daraufhin „Weiberwehr“ genannt.

Burg Falkenstein/Oberpfalz am 24. Februar 2010
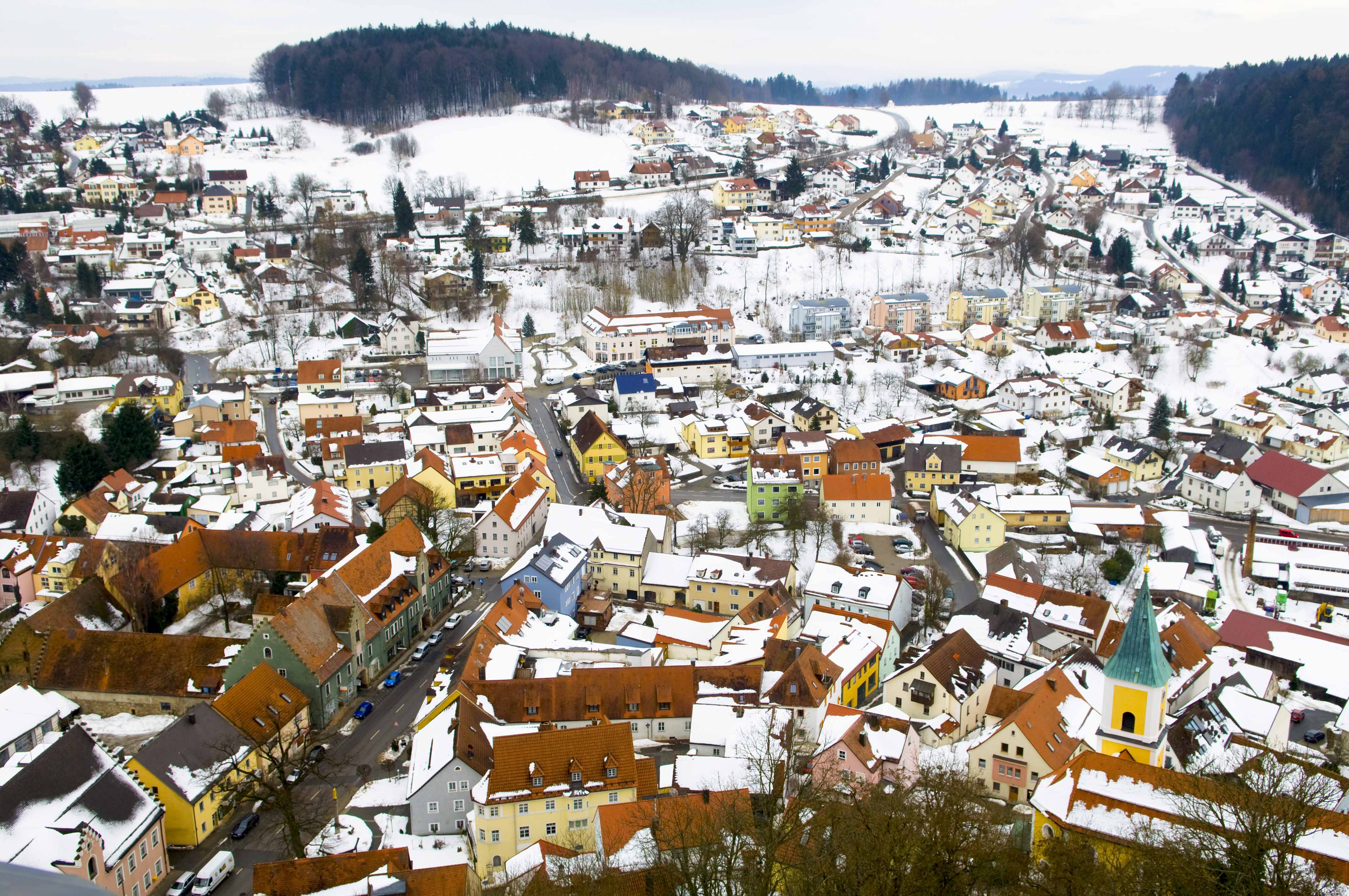
Blick vom Turm auf den Markt Falkenstein
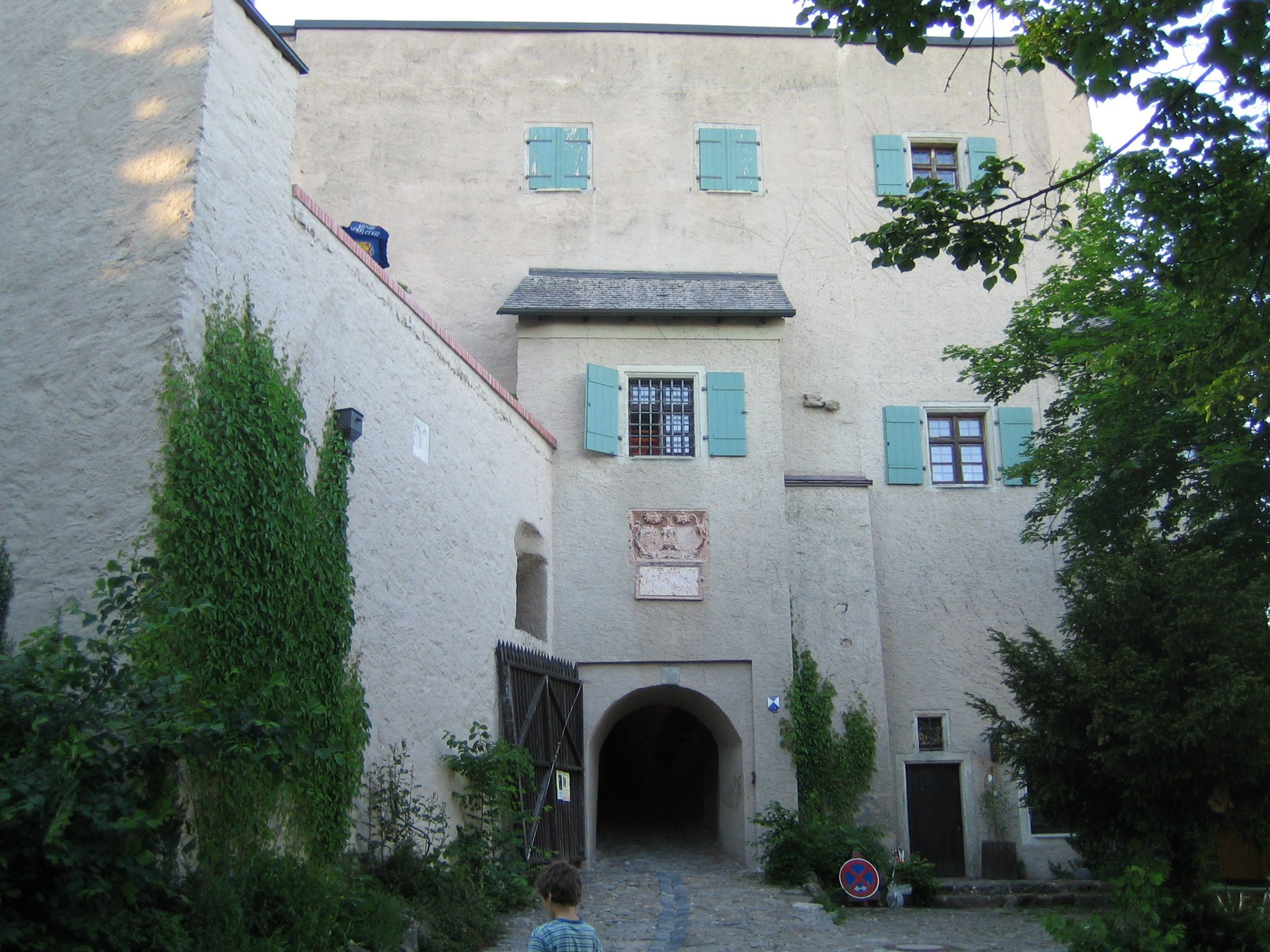
Torbau mit dem Haupttor der Burg (2005)
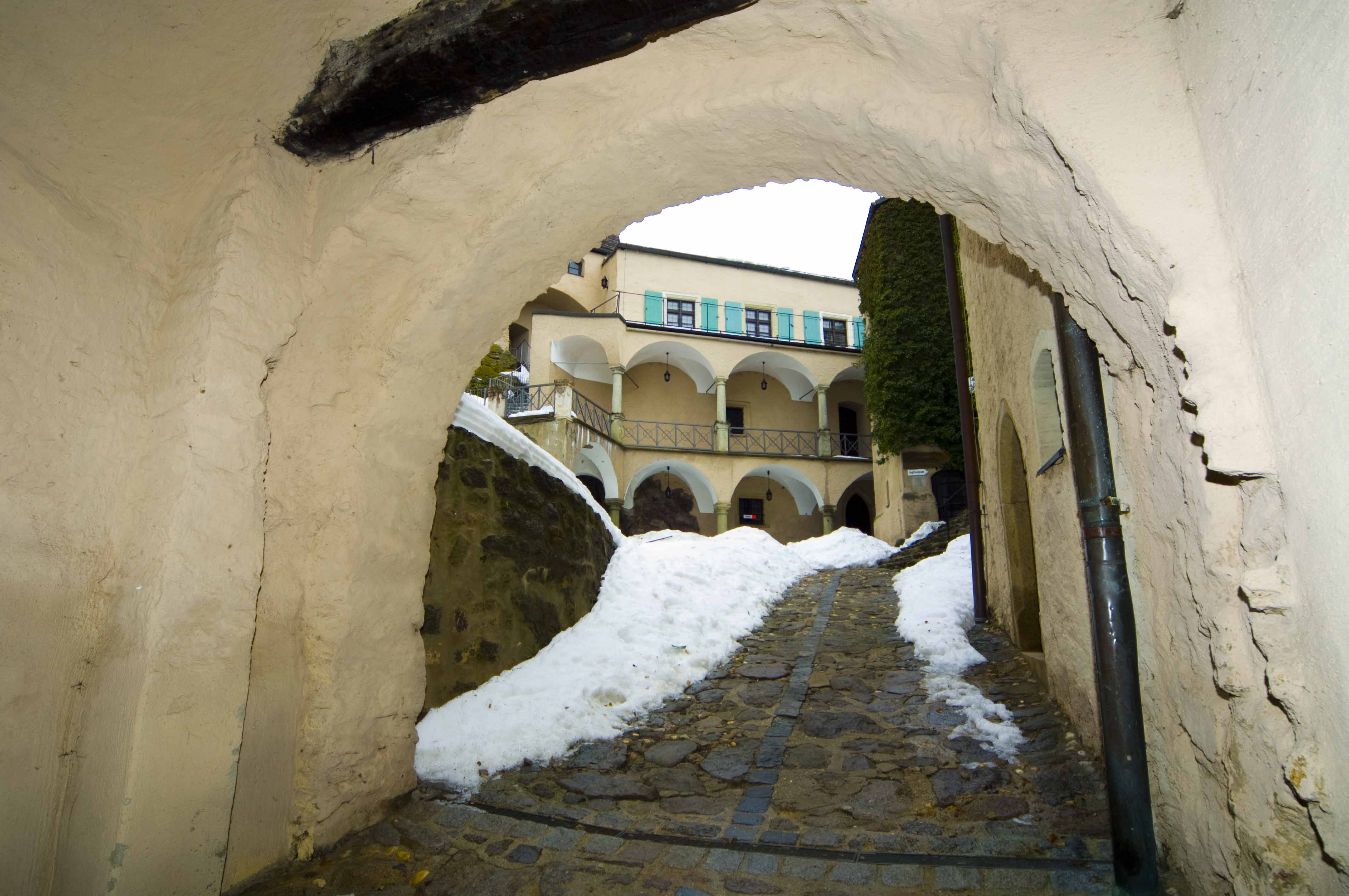
Geknickter und überwölbter Torgang in den Hof der Unterburg
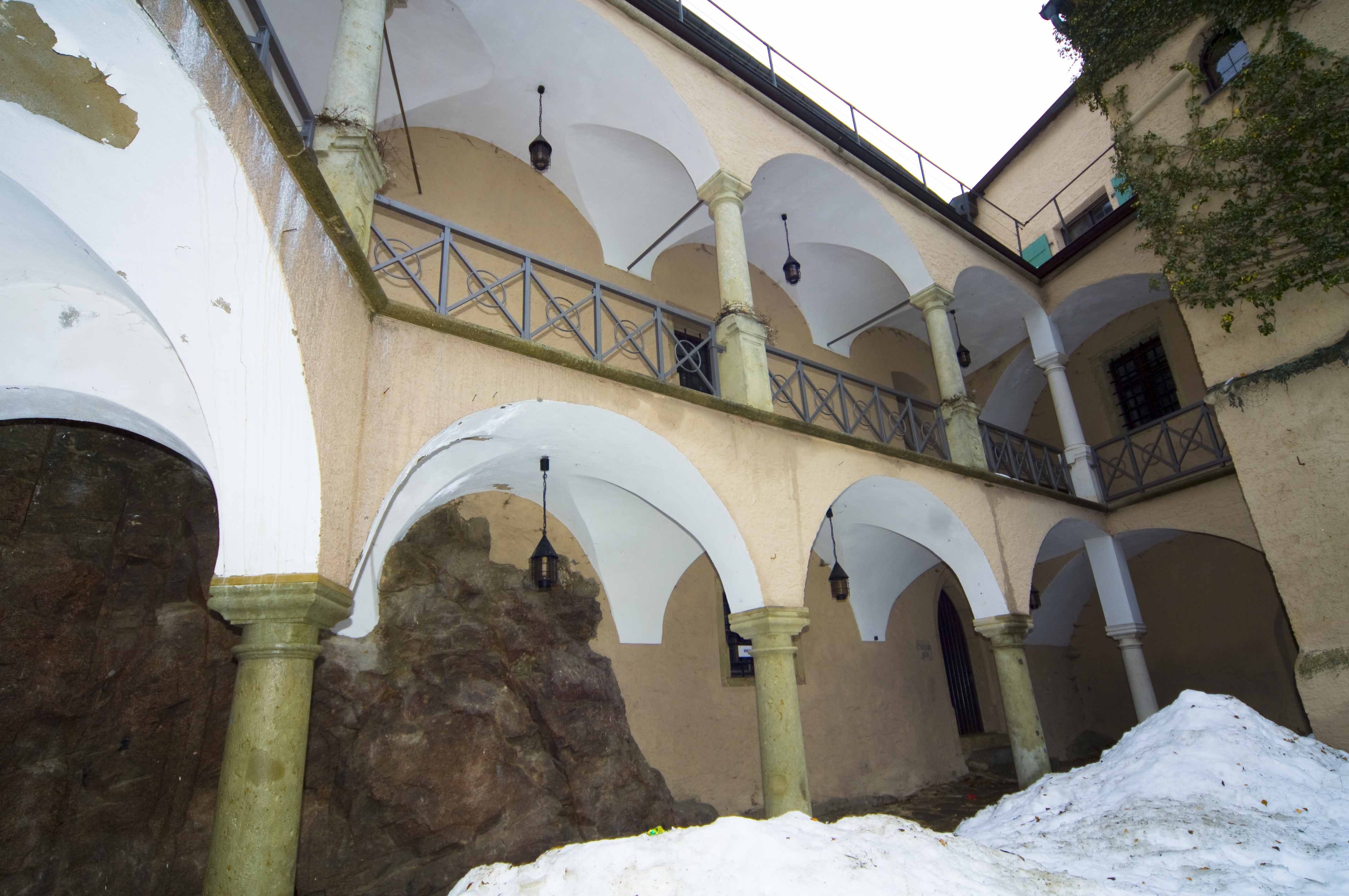
Burghof der Unterburg mit Arkadengängen
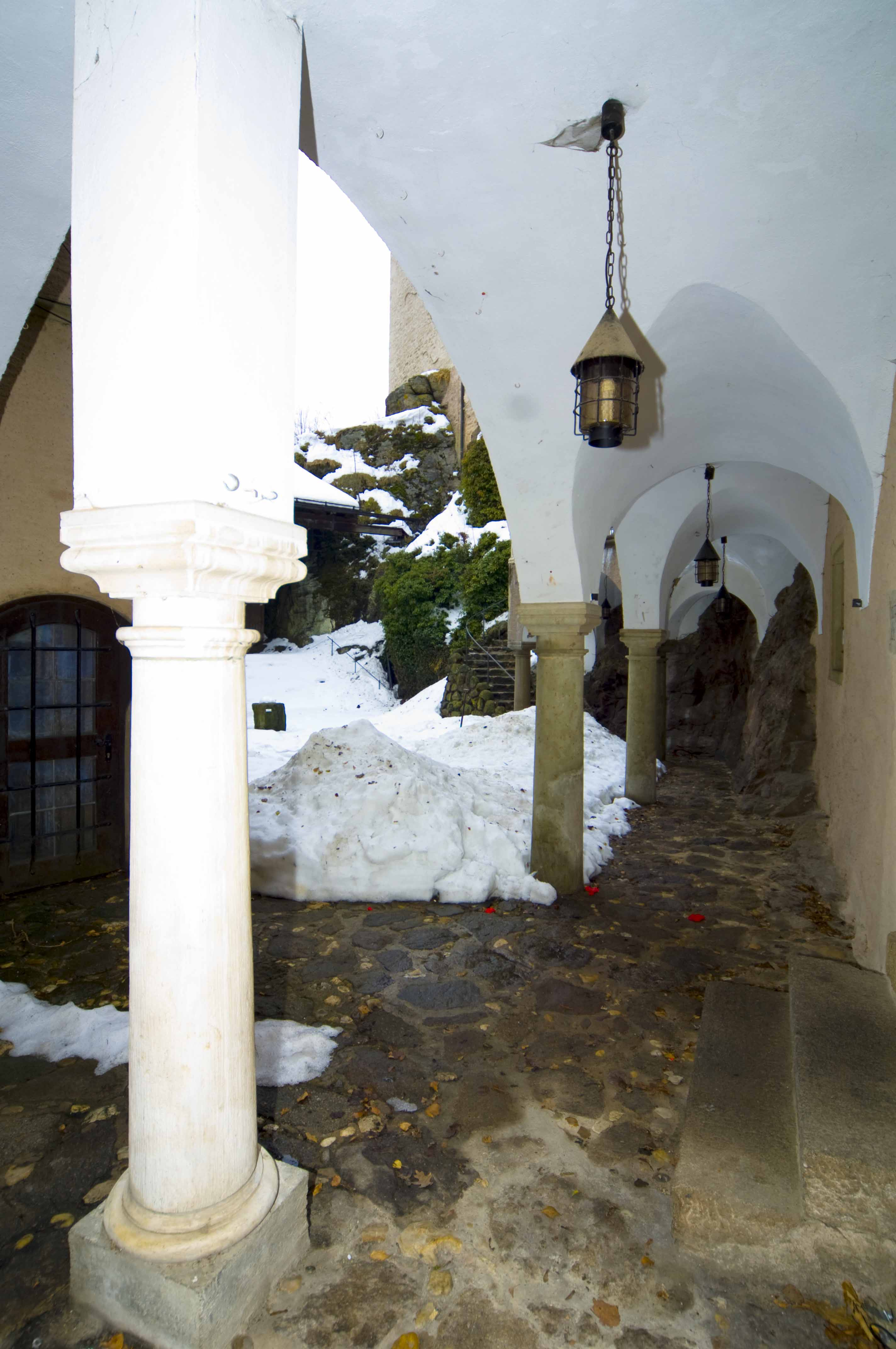
Arkadengänge im Erdgeschoss
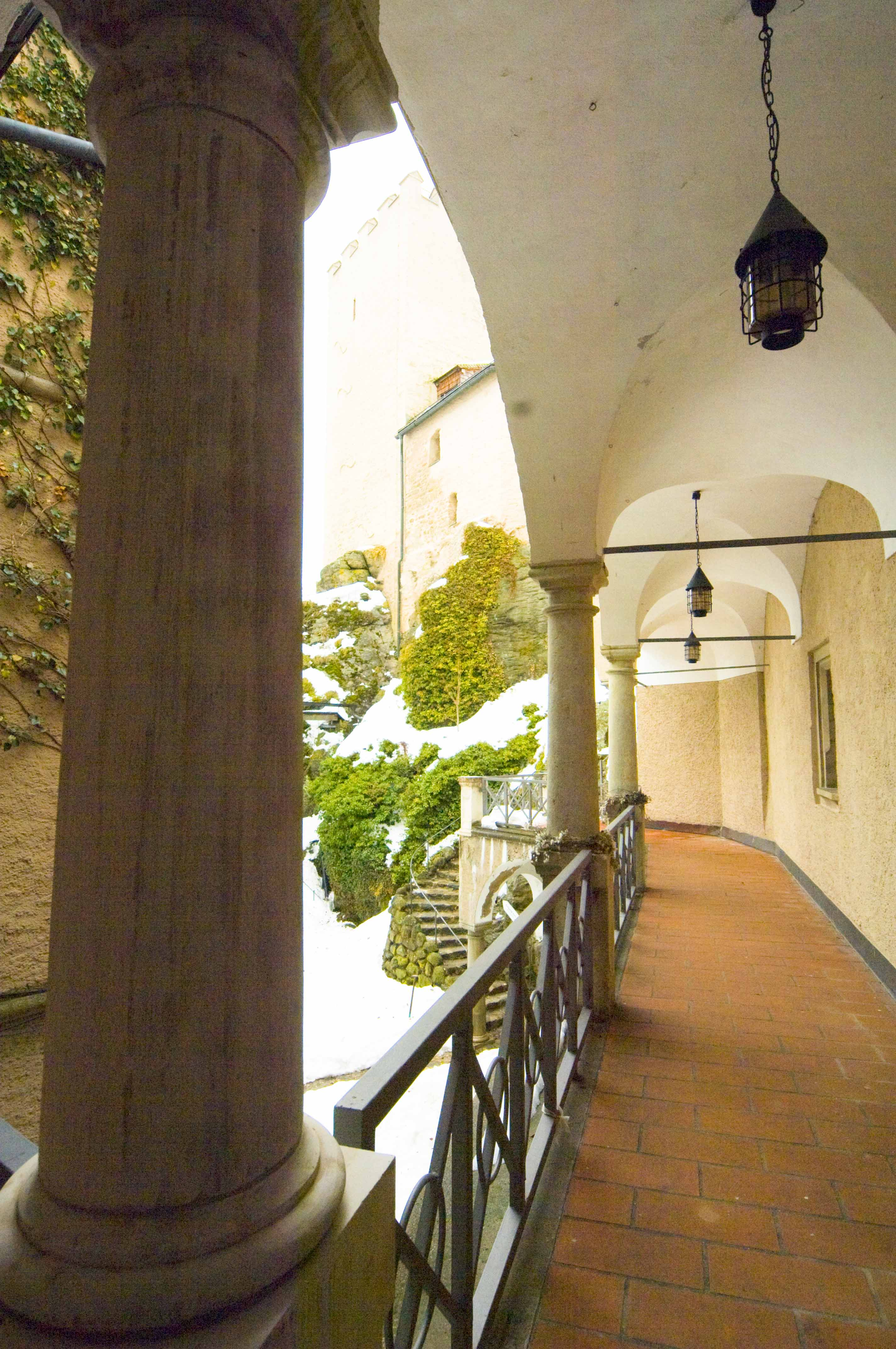
Arkadengänge im Obergeschoss
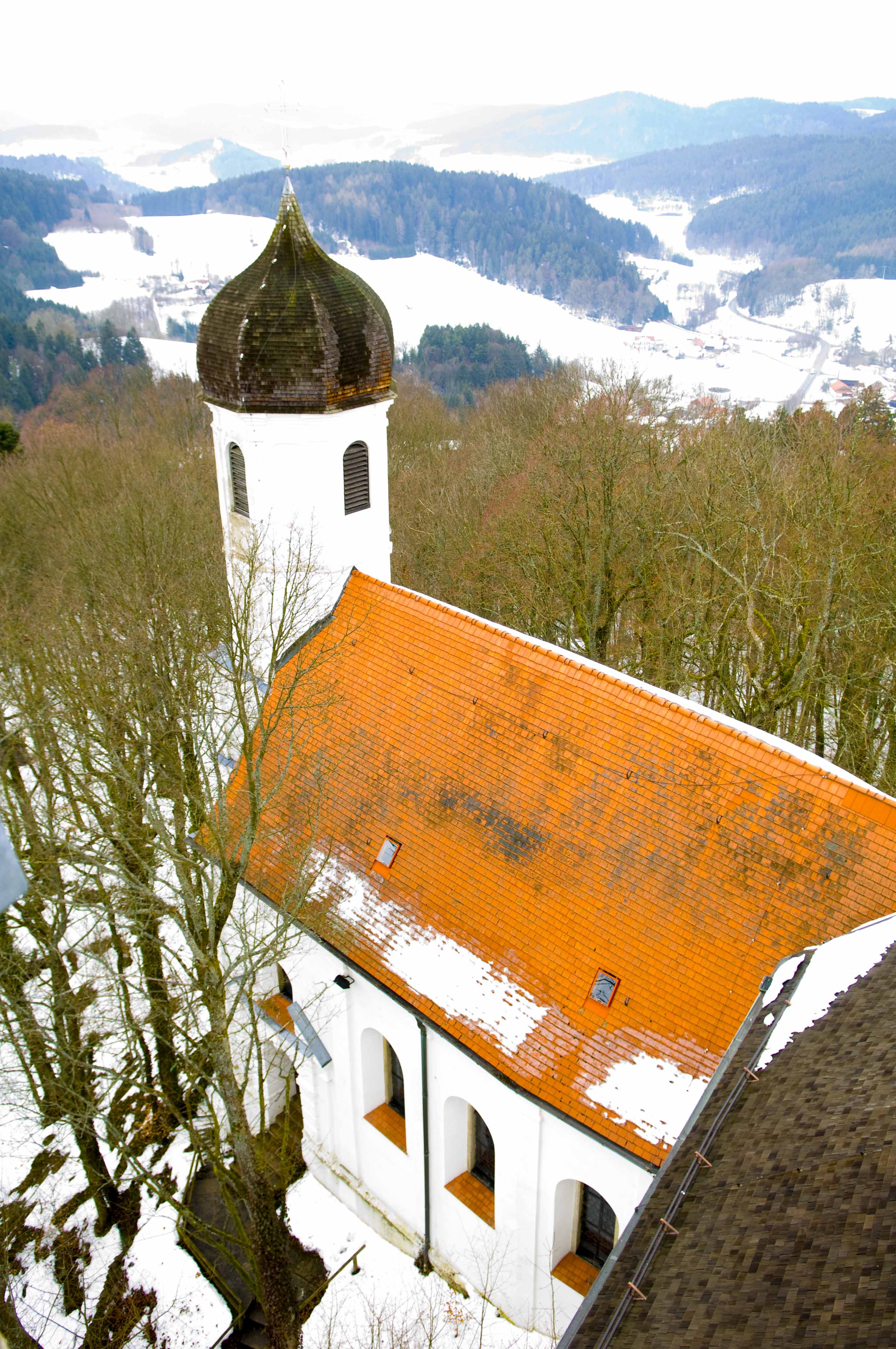
Blick auf die Burgkirche